# Саїд Езатолагі
Саїд Езатолагі Афаг (перс. سعید عزت‌اللهی آفاق, нар. 1 жовтня 1996, Бандар-Анзалі) — іранський футболіст, півзахисник російського клубу «Ростов» і національної збірної Ірану.

## Клубна кар'єра
Народився 1 жовтня 1996 року в місті Бандар-Анзалі. Вихованець юнацької команди футбольних клубу «Малаван», за головну команду якого 16-річний гравець дебютував 2012 року.
2014 року молодий іранець уклав однорічний контракт з мадридським «Атлетіко». Угода передбачала можливість підписання постійного чотирирічного контракту, проте протягом сезону, проведеного у складі третьої команди мадридського клубу, Езатолагі не зумів довести керівництву «Атлетіко» доцільність такого кроку і влітку 2015 року залишив Іспанію.
Наступним клубом у його кар'єрі став російський «Ростов», з яким було укладено угоду на чотири роки. Провівши у Ростові півтора сезони і не ставши за цей час гравцем його основного складу, на початку 2017 року був відданий в оренду до «Анжі» до кінця сезону.
До складу клубу «Амкар» приєднався 31 серпня 2017 року також на умовах оренди з «Ростова». Станом на 16 травня 2018 року відіграв за пермську команду 15 матчів в національному чемпіонаті.

## Виступи за збірну
Грав за юнацьку і молодіжну збірні Ірану.
11 червня 2015 року дебютував в офіційних іграх у складі національної збірної Ірану в товариському матчі проти збірної Узбекистану. 12 листопада того ж року у своєму четвертому матчі за головну збірну забив свій дебютний гол у її складі, ставши таким чином у віці 19 років і 42 дні наймолодшим автором голу в історії збірної Ірану.
У складі збірної був учасником чемпіонату світу 2018 року у Росії, на якому зіграв у двох матчах, проте його збірна не вийшла в плей-оф.

## Титули та досягнення
- Володар Суперкубка ОАЕ (1):

«Шабаб Аль-Аглі»: 2024
- Чемпіон ОАЕ (1):

«Шабаб Аль-Аглі»: 2024-25
- Володар Кубка Президента ОАЕ (1):

«Шабаб Аль-Аглі»: 2024-25